# Tony Brown (baloncestista)
Anthony William "Tony" Brown (Chicago, Illinois; 29 de julio de 1960) es un exjugador y actual entrenador de baloncesto estadounidense que disputó siete temporadas en la NBA en nueve equipos diferentes, además de jugar en la CBA y en la liga italiana. Con 1,98 metros de estatura, jugaba en la posición de escolta.

## Trayectoria deportiva

### Universidad
Jugó durante cuatro temporadas con los Razorbacks de la Universidad de Arkansas, en las que promedió 5,4 puntos y 2,2 rebotes por partido.

### Profesional
Fue elegido en la octogésimo segunda posición del Draft de la NBA de 1982 por New Jersey Nets, pero fue despedido por el equipo, jugando en la CBA hasta que en 1984 fue fihado por los Indiana Pacers, donde jugó una temporada en la que promedió 6,3 puntos y 3,5 rebotes por partido.
Tras ser despedido regresó a la CBA, hasta que en febrero de 1986 fichó por Chicago Bulls el primero de dos contratos sucesivos de diez días, disputando 10 partidos en los que promedió 4,5 puntos y 1,6 rebotes. Al año siguiente firmó por los New Jersey Nets, donde jugaría como titular con regularidad por primera y última vez en su carrera, completando su mejor temporada con unos promedios de 11,3 puntos y 3,4 asistencias por partido.
Tras una temporada en blanco, en 1988 fue traspasado, junto con Frank Johnson, Tim McCormick y Lorenzo Romar a Houston Rockets, a cambio de Joe Barry Carroll y Lester Conner. Allí jugó únicamente 10 partidos antes de ser despedido, iniciando en ese momento un recorrido que le llevaría a jugar en cinco equipos diferentes las tres siguientes temporadas, alternando con la CBA y un breve paso por el Aresium Milano de la liga italiana, donde únicamente disputó 2 partidos en los que promedió 17,5 puntos y 6,5 rebotes.
Regresó a Italia en 1992, ya con 32 años, para jugar en la Pallacanestro Reggiana, donde disputaría sus dos últimas temporadas como profesional, promediando 18,6 puntos y 6,4 rebotes por partido.

### Entrenador
En 1997 comenzó su carrera de entrenador, aceptando el puesto de asistente de Mike Dunleavy en los Portland Trail Blazers, ocupando posteriormente el mismo cargo en Detroit Pistons, Toronto Raptors, Boston Celtics, Milwaukee Bucks, Los Angeles Clippers y Dallas Mavericks, donde cumple su segunda temporada.
Fue entrenador de 2014 a 2016 de los Brooklyn Nets, del que llegó a ser interino.
Desde 2016 a 2021 fue asistente de los Washington Wizards.

## Estadísticas de su carrera en la NBA

### Temporada regular
| Año     | Equipo        | PJ  | PT  | MPP  | %TC  | %3P   | %TL  | RPP | APP | ROB | TPP | PPP  |
| ------- | ------------- | --- | --- | ---- | ---- | ----- | ---- | --- | --- | --- | --- | ---- |
| 1984–85 | Indiana       | 82  | 36  | 19.3 | .460 | .000  | .678 | 3.5 | 1.9 | 0.7 | 0.1 | 6.6  |
| 1985–86 | Chicago       | 10  | 0   | 13.2 | .439 | .000  | .692 | 1.6 | 1.4 | 0.5 | 0.1 | 4.5  |
| 1986–87 | New Jersey    | 77  | 67  | 30.4 | .442 | .250  | .738 | 2.8 | 3.4 | 1.2 | 0.2 | 11.3 |
| 1988–89 | Houston       | 14  | 0   | 6.5  | .311 | .222  | .750 | 1.1 | 0.4 | 0.2 | 0.0 | 2.6  |
| 1988–89 | Milwaukee     | 29  | 0   | 9.4  | .493 | .286  | .783 | 1.0 | 0.7 | 0.4 | 0.1 | 3.2  |
| 1989–90 | Milwaukee     | 61  | 10  | 10.4 | .427 | .250  | .679 | 1.2 | 0.7 | 0.5 | 0.1 | 3.6  |
| 1990–91 | L.A. Lakers   | 7   | 0   | 3.9  | .667 | 1.000 | .000 | 0.6 | 0.4 | 0.0 | 0.0 | 0.7  |
| 1990–91 | Utah          | 23  | 0   | 11.6 | .364 | .182  | .870 | 1.7 | 0.6 | 0.2 | 0.0 | 3.4  |
| 1991–92 | L.A. Clippers | 22  | 0   | 11.5 | .438 | .318  | .621 | 1.3 | 0.7 | 0.5 | 0.0 | 4.7  |
| 1991–92 | Seattle       | 35  | 2   | 11.5 | .394 | .293  | .811 | 1.6 | 0.9 | 0.5 | 0.1 | 4.8  |
| Total   | Total         | 360 | 105 | 16.7 | .437 | .259  | .719 | 2.1 | 1.6 | 0.7 | 0.1 | 6.0  |

### Playoffs
| Año     | Equipo    | PJ | PT | MPP  | %TC  | %3P   | %TL  | RPP | APP | ROB | TPP | PPP |
| ------- | --------- | -- | -- | ---- | ---- | ----- | ---- | --- | --- | --- | --- | --- |
| 1988–89 | Milwaukee | 6  | 0  | 11.5 | .364 | .000  | .750 | 1.2 | 1.0 | 0.3 | 0.0 | 1.8 |
| 1989–90 | Milwaukee | 2  | 0  | 6.5  | .333 | 1.000 | .000 | 0.0 | 0.0 | 1.0 | 0.0 | 1.5 |
| 1990–91 | Utah      | 4  | 0  | 7.3  | .500 | .500  | .000 | 0.8 | 0.3 | 0.0 | 0.0 | 2.3 |
| 1991–92 | Seattle   | 5  | 0  | 4.4  | .333 | .250  | .571 | 0.4 | 0.4 | 0.0 | 0.0 | 1.8 |
| Total   | Total     | 17 | 0  | 7.8  | .393 | .375  | .636 | 0.7 | 0.5 | 0.2 | 0.0 | 1.9 |